# Gale Agbossoumonde
Gale Agbossoumonde (ur. 17 listopada 1991 w Lomé) – amerykański piłkarz pochodzenia togijskiego występujący na pozycji obrońcy.

## Kariera
Agbossoumonde urodził się w Togo, ale kiedy był niemowlakiem jego rodzina uciekła do Beninu, a następnie, gdy miał 8 lat, emigrowali do Stanów Zjednoczonych. Zawodową karierę piłkarską rozpoczął w 2009 roku w zespole Miami FC z USL First Division. W styczniu 2010 roku został stamtąd wypożyczony do portugalskiego klubu SC Braga. Przez pół roku nie rozegrał tam jednak żadnego spotkania, a Braga nie wykupiła go z Miami.
Następnie Agbossoumonde był wypożyczony do portugalskiego GD Estoril-Praia, szwedzkiego Djurgårdens IF, a w sierpniu 2011 do rezerw niemieckiego Eintrachtu Frankfurt. W lutym 2012 roku wypożyczono go do amerykańskiej drużyny Carolina RailHawks z NASL.
W 2013 roku został zawodnikiem Toronto FC. W MLS zadebiutował 6 kwietnia 2013 w zremisowanym 2:2 meczu z FC Dallas. W trakcie sezonu 2014 odszedł do Colorado Rapids, także grającego w MLS. Nie rozegrał tam jednak żadnego spotkania i po sezonie odszedł z klubu. Następnie występował w drużynach Tampa Bay Rowdies oraz Fort Lauderdale Strikers, grających w NASL, a także w Pittsburgh Riverhounds z USL.

## Kariera reprezentacyjna
W 2009 roku Agbossoumonde był uczestnikiem Mistrzostw Świata U-20. Zagrał na nich w 3 meczach, a zespół USA odpadł z turnieju po fazie grupowej. W pierwszej reprezentacji Stanów Zjednoczonych zadebiutował 17 listopada 2010 roku w wygranym 1:0 towarzyskim meczu z RPA.